# Vlag van Alberta

Vlag van Alberta (ratio 1:2)

De vlag van Alberta is sinds 1 juni 1968 het officiële symbool van Alberta. De vlag heeft een hoogte-breedteverhouding van 1:2 en bestaat uit een blauw veld met het provinciale schild in het midden, dat 7/11 van de hoogte van de vlag inneemt. Het provinciale schild bestaat uit een schild waarop het Kruis van St. George bovenaan staat met daaronder bergen (die de Rocky Mountains vertegenwoordigen), heuvels, prairies en een veld met graan.

Vlag van de luitenant-gouverneur van Alberta

De provinciale kleuren van Alberta zijn (sinds 1984 officieel) blauw ("Albertablauw") en goud ("Albertagoud"). Deze zijn afkomstig van de achtergrondkleur van de vlag en de goudgele kleur van het graan dat onder in het schild staat.
De luitenant-gouverneur van Alberta, de vertegenwoordiger van de Canadese Kroon in Alberta, heeft een persoonlijke standaard waarop het gekroonde wapenschild van Alberta op een blauwe achtergrond staat, omringd door tien esdoornbladeren die de tien Canadese provincies moeten symboliseren.